# Роб Ґівон
Роб Ґівон (англ. Rob Givone; нар. 1 травня 1973) — колишній американський тенісист.
Найвищу одиночну позицію світового рейтингу — 347 місце досяг 28 серпня 1995, парну — 224 місце — 7 квітня 1997 року.

## Титули ITF Ф'ючерс

### Парний розряд: (1)
| Ранг | Дата     | Турнір             | Покриття | Партнер      | Суперники                 | Рахунок       |
| ---- | -------- | ------------------ | -------- | ------------ | ------------------------- | ------------- |
| 1.   | Тра 1999 | США F3, Таллахассі | Ґрунт    | Гленн Вейнер | Саймон Ларос Джеррі Турек | 4–6, 6–3, 6–2 |